# Copa Kirin

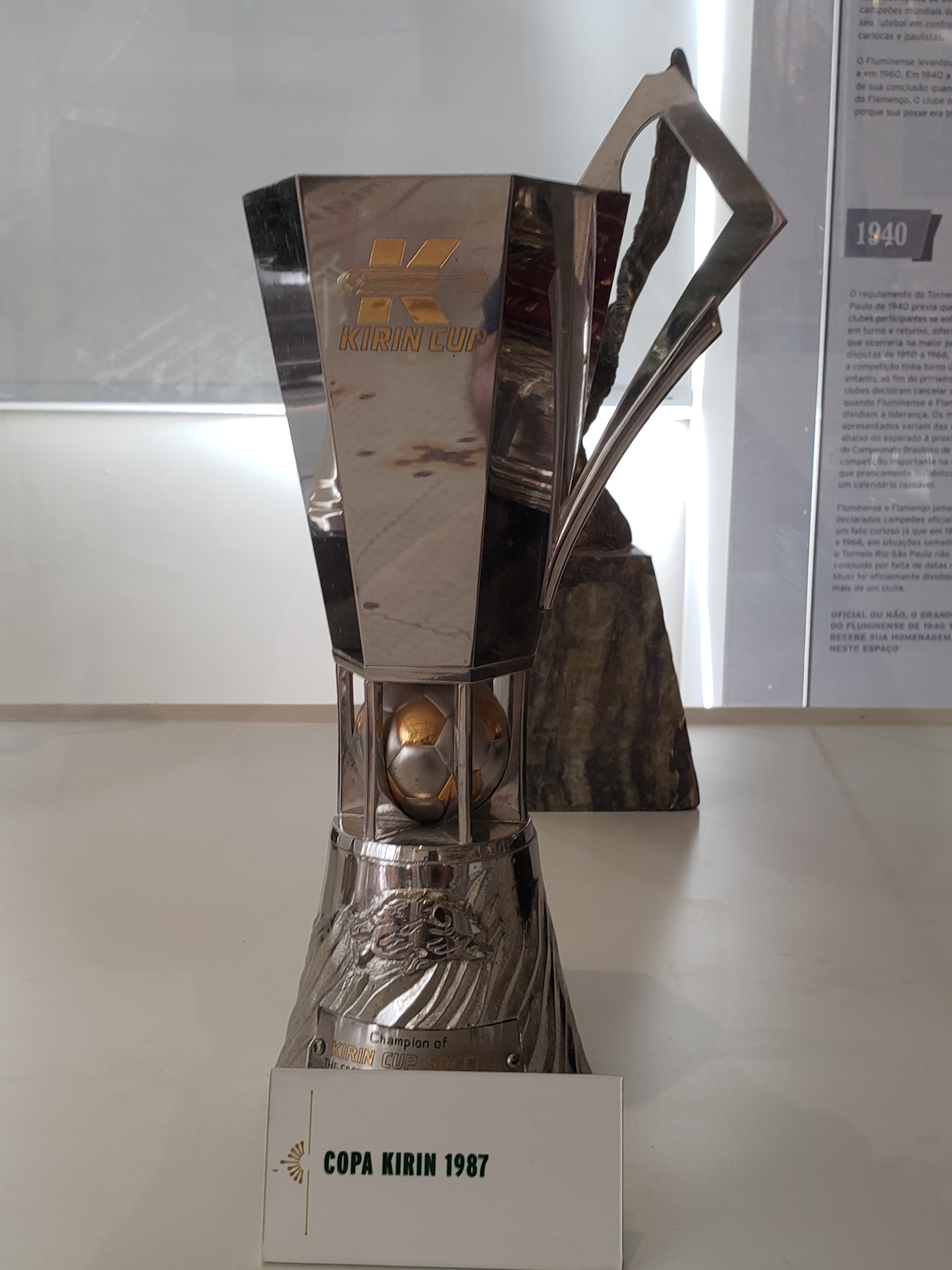
Taça da Copa Kirin

Copa Kirin é um torneio anual de futebol organizado no Japão pela Kirin Brewery Company desde 1978, entre o final do mês de Maio e o início de Junho. Tendo sempre como anfitrião a Seleção Japonesa de Futebol, o torneio inicialmente era uma competição mista entre clubes e seleções. Após dois anos em que não foi realizada (1989 e 1990) e um ano de transição (1991), a Copa Kirin passou a ser disputada exclusivamente por seleções nacionais.
No seu primeiro período de existência (1978-1988), cinco clubes brasileiros conquistaram a Copa Kirin: Palmeiras (empatado com o Borussia Mönchengladbach em 1978), Internacional (1984), Santos (1985), Fluminense (1987) e Flamengo (1988).
Quatro vezes (nos anos de 1978, 1999, 2000 e 2005) a Copa terminou empatada com dois vencedores e uma vez (2011) com três vencedores. Duas vezes (2002 e 2003) ela não terminou, por falta de datas para os jogos previstos pelo regulamento.
A seleção do Japão venceu 11 vezes o torneio, todas após 1991. O Peru venceu três vezes, mas sempre dividindo o título com outras seleções. O único clube que venceu duas vezes foi o alemão Werder Bremen.
Em 2007, na 17ª edição da Copa Kirin, disputada entre os dias 1º e 5 de junho nas cidades de Fukuroi, Matsumoto e Saitama, a seleção vencedora recebeu um prêmio de 100 mil dólares.

## Campeões
| Ano            | Campeão                                                        | Vice                     | Resultado            |
| -------------- | -------------------------------------------------------------- | ------------------------ | -------------------- |
| 1978           | Borussia Mönchengladbach e Palmeiras                           | –                        | 1 a 1                |
| 1979           | Tottenham Hotspur                                              | Dundee United            | 2 a 0                |
| 1980           | Middlesbrough                                                  | Espanyol                 | 1 a 1 *              |
| 1981           | Brugge                                                         | Internazionale           | 2 a 0                |
| 1982           | Werder Bremen                                                  | Seleção do Japão         | 2 a 1                |
| 1983           | Newcastle                                                      | Botafogo                 | 0 a 0 **             |
| 1984           | Internacional                                                  | Seleção da Irlanda       | 2 a 1                |
| 1985           | Santos                                                         | Seleção do Uruguai       | 4 a 2                |
| 1986           | Werder Bremen                                                  | Palmeiras                | 4 a 1                |
| 1987           | Fluminense                                                     | Torino                   | 2 a 0                |
| 1988           | Flamengo                                                       | Bayer Leverkusen         | 1 a 0                |
| 1989           | não disputada                                                  |                          |                      |
| 1990           | não disputada                                                  |                          |                      |
| 1991           | Seleção do Japão                                               | Vasco da Gama            | 2 a 1                |
| 1992           | Seleção da Argentina                                           | Seleção de País de Gales | 1 a 0                |
| 1993           | Seleção da Hungria                                             | Seleção do Japão         | 1 a 0                |
| 1994           | Seleção da França                                              | Seleção da Austrália     | 1 a 0                |
| 1995           | Seleção do Japão                                               | Seleção da Escócia       | 0 a 0 **             |
| 1996           | Seleção do Japão                                               | Seleção do México        | 3 a 2                |
| 1997           | Seleção do Japão                                               | Seleção da Croácia       | 4 a 3                |
| 1998           | Seleção da República Tcheca                                    | Seleção do Japão         | 0 a 0 **             |
| 1999           | Seleção da Bélgica e Seleção do Peru                           | –                        | 1 a 1                |
| 2000           | Seleção do Japão e Seleção da Eslováquia                       | –                        | 1 a 1                |
| 2001           | Seleção do Japão                                               | Seleção do Paraguai      | 2 a 0                |
| 2002           | Seleção do Japão                                               | Seleção de Honduras      | Liga (não concluída) |
| 2003           | Seleção da Argentina                                           | Seleção do Paraguai      | Liga (não concluída) |
| 2004           | Seleção do Japão                                               | Seleção da Sérvia        | 1 a 0                |
| 2005           | Seleção do Peru e Seleção dos Emirados Árabes                  | –                        | 0 a 0                |
| 2006           | Seleção da Escócia                                             | Seleção da Bulgária      | 5 a 1                |
| 2007           | Seleção do Japão                                               | Seleção da Colômbia      | 0 a 0 **             |
| 2008           | Seleção do Japão                                               | Seleção do Paraguai      | 0 a 0 **             |
| 2009           | Seleção do Japão                                               | Seleção da Bélgica       | 4 a 0                |
| 2010           | não disputada                                                  |                          |                      |
| 2011           | Seleção do Japão, Seleção do Peru e Seleção da República Checa | –                        | 0 a 0 ***            |
| 2012           | não disputada                                                  |                          |                      |
| 2013           | Seleção do Uruguai                                             | Seleção do Japão         | 4 a 2                |
| 2014           | Seleção do Uruguai                                             | Seleção do Japão         | 2 a 0                |
| 2015           | Seleção do Japão                                               | Seleção da Tunísia       | 2 a 0                |
| 2016 (Desafio) | Seleção do Japão                                               | Seleção de Omã           | 4 a 0                |
| 2016 (Copa)    | Seleção da Bósnia e Herzegovina                                | Seleção do Japão         | 2 a 1                |
| 2017           | Seleção do Japão                                               | Seleção do Haiti         | 3 a 3**              |
| 2018           | Seleção do Japão                                               | Seleção da Venezuela     | 1 a 1**              |
| 2019           | Seleção da Venezuela                                           | Seleção do Japão         | 4 a 1                |
| 2020           | cancelado                                                      |                          |                      |
| 2021           | Seleção do Japão                                               | Seleção da Sérvia        | 1 a 0                |
| 2022 (Desafio) | Seleção do Brasil                                              | Seleção do Japão         | 1 a 0                |
| 2022 (Copa)    | Seleção da Tunísia                                             | Seleção do Japão         | 3 a 0                |

* Middlesbrough ganhou nos pênaltis por 4 a 3.
** Apesar do empate entre o campeão e o vice, o título foi decidido pelos demais resultados do torneio.
*** As três equipes participantes terminaram empatadas (todos os jogos terminaram 0 a 0), e o título foi dividido entre eles.

## Títulos por equipe
| Clube                           | País                   | Títulos | Vices |
| ------------------------------- | ---------------------- | ------- | ----- |
| Seleção do Japão                | Japão                  | 17      | 9     |
| Seleção do Peru                 | Peru                   | 3       | 0     |
| Seleção do Uruguai              | Uruguai                | 2       | 1     |
| Seleção da Argentina            | Argentina              | 2       | 0     |
| Seleção da República Tcheca     | Chéquia                | 2       | 0     |
| Werder Bremen                   | Alemanha               | 2       | 0     |
| Seleção da Bélgica              | Bélgica                | 1       | 1     |
| Palmeiras                       | Brasil                 | 1       | 1     |
| Seleção da Escócia              | Escócia                | 1       | 1     |
| Seleção da Venezuela            | Venezuela              | 1       | 1     |
| Seleção da Tunísia              | Tunísia                | 1       | 1     |
| Borussia Mönchengladbach        | Alemanha               | 1       | 0     |
| Brugge                          | Bélgica                | 1       | 0     |
| Flamengo                        | Brasil                 | 1       | 0     |
| Fluminense                      | Brasil                 | 1       | 0     |
| Internacional                   | Brasil                 | 1       | 0     |
| Middlesbrough                   | Inglaterra             | 1       | 0     |
| Newcastle                       | Inglaterra             | 1       | 0     |
| Santos                          | Brasil                 | 1       | 0     |
| Seleção do Brasil               | Brasil                 | 1       | 0     |
| Seleção da Bósnia e Herzegovina | Bósnia e Herzegovina   | 1       | 0     |
| Seleção dos Emirados Árabes     | Emirados Árabes Unidos | 1       | 0     |
| Seleção da Eslováquia           | Eslováquia             | 1       | 0     |
| Seleção da França               | França                 | 1       | 0     |
| Seleção da Hungria              | Hungria                | 1       | 0     |
| Tottenham Hotspur               | Inglaterra             | 1       | 0     |
| Seleção do Paraguai             | Paraguai               | 0       | 3     |
| Seleção da Sérvia               | Sérvia                 | 0       | 2     |
| Bayer Leverkusen                | Alemanha               | 0       | 1     |
| Botafogo                        | Brasil                 | 0       | 1     |
| Dundee United                   | Escócia                | 0       | 1     |
| Espanyol                        | Espanha                | 0       | 1     |
| Internazionale                  | Itália                 | 0       | 1     |
| Seleção da Austrália            | Austrália              | 0       | 1     |
| Seleção da Bulgária             | Bulgária               | 0       | 1     |
| Seleção da Colômbia             | Colômbia               | 0       | 1     |
| Seleção da Croácia              | Croácia                | 0       | 1     |
| Seleção do Haiti                | Haiti                  | 0       | 1     |
| Seleção de Honduras             | Honduras               | 0       | 1     |
| Seleção da Irlanda              | Irlanda                | 0       | 1     |
| Seleção do México               | México                 | 0       | 1     |
| Seleção de Omã                  | Omã                    | 0       | 1     |
| Seleção do País de Gales        | País de Gales          | 0       | 1     |
| Torino                          | Itália                 | 0       | 1     |
| Vasco da Gama                   | Brasil                 | 0       | 1     |

## Títulos por país
| País                   | Títulos | Vices |
| ---------------------- | ------- | ----- |
| Japão                  | 17      | 9     |
| Brasil                 | 6       | 3     |
| Alemanha               | 3       | 1     |
| Inglaterra             | 3       | 0     |
| Peru                   | 3       | 0     |
| Bélgica                | 2       | 1     |
| Uruguai                | 2       | 1     |
| Argentina              | 2       | 0     |
| Chéquia                | 2       | 0     |
| Escócia                | 1       | 2     |
| Venezuela              | 1       | 1     |
| Tunísia                | 1       | 1     |
| Bósnia e Herzegovina   | 1       | 0     |
| Emirados Árabes Unidos | 1       | 0     |
| Eslováquia             | 1       | 0     |
| França                 | 1       | 0     |
| Hungria                | 1       | 0     |
| Paraguai               | 0       | 3     |
| Itália                 | 0       | 2     |
| Sérvia                 | 0       | 2     |
| Austrália              | 0       | 1     |
| Bulgária               | 0       | 1     |
| Colômbia               | 0       | 1     |
| Croácia                | 0       | 1     |
| Espanha                | 0       | 1     |
| Haiti                  | 0       | 1     |
| Honduras               | 0       | 1     |
| Irlanda                | 0       | 1     |
| México                 | 0       | 1     |
| Omã                    | 0       | 1     |
| País de Gales          | 0       | 1     |